# Bradford Town F.C.
Câu lạc bộ bóng đá Bradford Town là một câu lạc bộ bóng đá có trụ sở tại Bradford on Avon in Wiltshire, Anh. Đội hiện là thành viên của Western League Division One và thi đấu trên sân Trowbridge Road tại Bradford on Avon Sports and Social Club ground.

## Lịch sử
Câu lạc bộ được thành lập vào năm 1992 bởi Les và Pat Stevens, và tham gia Division Two của Wiltshire League. Đội giành chức vô địch Division Two mùa giải 1993-94, thăng hạng lên Division One, tức là Premier Division vào năm 1998. Mùa giải 2004-05, Bradford là á quân của Premier Division và được thăng hạng lên Division One của Western League. Sau 5 lần lọt vào top 5 liên tiếp trong giai đoạn 2008-09 đến 2012-13, câu lạc bộ đã vô địch Division One mùa giải 2013-14, giành quyền thăng hạng lên Premier Division.

## Sân vận động
Ban đầu, câu lạc bộ chơi tại Trường St Laurence trên một sân cỏ kiểu dáng. Sau khi chuyển đến giải hạng cao nhất của Wiltshire League, câu lạc bộ chuyển đến sân Frome Road của Trowbridge Town, ở lại cho đến khi chuyển về Bradford on Avon vào năm 1996 để chuyển đến Bradford on Avon Sports and Social Club. Dàn đèn pha đã được lắp đặt trong mùa giải 2008-09 và được khánh thành bởi Steve Phillips. Một khán đài 100 chỗ ngồi đã được dựng lên vào mùa sau đó. Kỷ lục tham dự của câu lạc bộ là 621 đã được thiết lập vào năm 2015 cho một trận đấu ở vòng Bốn FA Vase với Melksham Town.

## Danh hiệu
- Western League
  - Vô địch Division One 2012-13
- Wiltshire League
  - Vô địch Division Two 1993-94

## Kỉ lục
- Thành tích tốt nhất tại Cúp FA: Vòng loại thứ hai, 2015-16[4]
- Thành tích tốt nhất tại FA Vase: Vòng Năm, 2014-15, 2017-18, 2019-20[4]
- Kỉ lục số khán giả: 621 với Melksham Town, Vòng Bốn FA Vase, 2015[1]